# La Terre et la Vie - Revue d'écologie
 (septembre 2011).
Si vous disposez d'ouvrages ou d'articles de référence ou si vous connaissez des sites web de qualité traitant du thème abordé ici, merci de compléter l'article en donnant les références utiles à sa vérifiabilité et en les liant à la section « Notes et références ».
La Terre et la Vie - Revue d’Écologie (titre complet : La Terre et La Vie - Revue d’Écologie appliquée à la protection de la nature) est une revue scientifique trimestrielle proposant des articles ayant trait à l’écologie pure et/ou appliquée à la conservation de la nature.
Autres variantes du titre rencontrées dans différentes sources :
- Revue d’Écologie, la Terre et la Vie ;
- Revue d’Écologie (La Terre et la Vie) ;
- Revue d’Écologie ;
- Terre et Vie.

Elle est éditée par la Société nationale de protection de la nature et d’acclimatation de France (SNPN), association à but non lucratif et reconnue d’utilité publique. Elle est diffusée au numéro ou sous forme d’abonnements payants souscrits auprès de la SNPN et comprenant quatre numéros par an, auxquels s’ajoute un numéro spécial dont la parution est irrégulière.

## Historique
À la suite du succès de l'exposition coloniale internationale de 1931 à Paris et de l'engouement pour les sujets du grand large, de l'exotisme et des milieux tropicaux, la Société d'éditions géographiques, maritimes et coloniales (SEGMC) décide de s'associer à deux sociétés savantes pour éditer deux périodiques de qualité mais accessibles au grand public cultivé. Avec la Société de géographie de Paris nait Terre, Air, Mer, La Géographie et avec la SNPN, La Terre et la Vie.
En 1933, la SEGMC se retire et, tandis que la parution de Terre, Air, Mer, La Géographie se mue en La Géographie, la SNPN prend en charge intégralement La Terre et la Vie avant de céder le périodique à la Société des Amis du Muséum national d'histoire naturelle. La revue changera ensuite de nom à la suite du déclenchement de la Seconde Guerre mondiale, à sa résurrection associé au Bulletin de la Société Nationale d'Acclimatation et de Protection de la Nature puis à l'évolution de la société éditrice de l'acclimatation vers la protection de la nature.

### Chronologie de la publication
- 1931-1940 : La Terre et la Vie
- 1947-1948 : La Terre et la Vie - Bulletin de la Société Nationale d'Acclimatation et de Protection de la Nature
- 1949 : La Terre et la Vie - Revue d'Écologie appliquée à la conservation de la nature
- 1961-1978 : La Terre et la Vie
- 1979 à nos jours : Revue d'Écologie - la Terre et la Vie

## Fonctionnement
Créée à l’origine comme une revue scientifique de langue française destinée à faire connaître en priorité les chercheurs francophones, elle accepte depuis une vingtaine d’années des articles rédigés en anglais.
Le Comité de rédaction de la revue est une équipe internationale (France, Pays-Bas, Royaume-Uni, États-Unis) composée de 17 membres.
De 1949 à 1993 la direction et la rédaction de la revue a été assuré par Professeur François Bourlière.
Le professeur Christian Erard en est le rédacteur-en-chef.
Les articles publiés dans La Terre et la Vie - Revue d’Écologie sont référencés dans Current Contents.